# Felix Maria Davídek

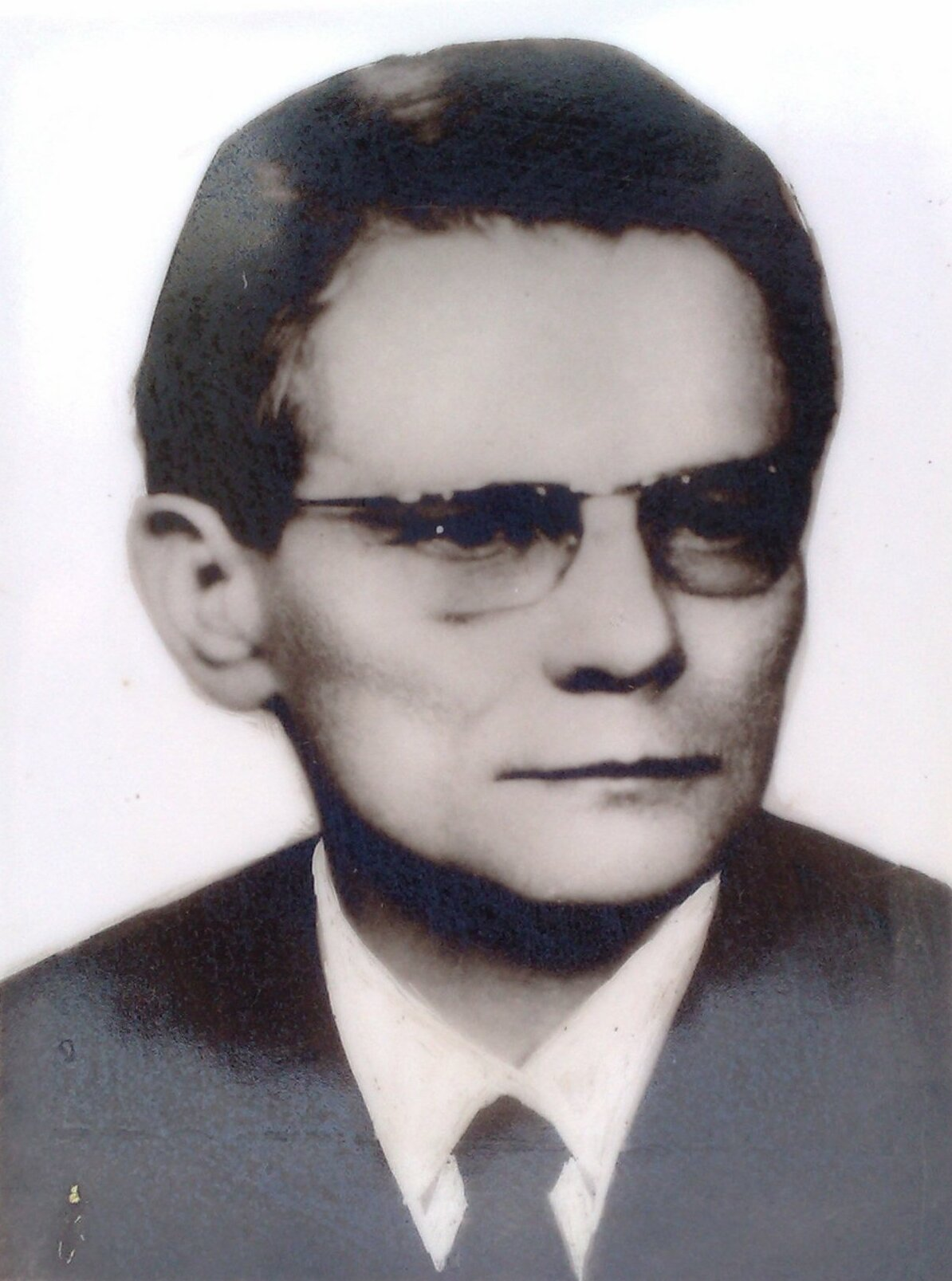
Felix Maria Davídek

Felix Maria Davídek (* 21. Januar 1921 in Chrlice, heute Brno, Tschechoslowakei; † 18. August 1988) war ein römisch-katholischer Bischof der tschechischen Untergrundkirche während der kommunistischen Herrschaft.

## Leben
Am 29. Juni 1945 wurde er zum Priester der Diözese Brünn geweiht. Im Zuge der Unterdrückung der katholischen Kirche nach dem kommunistischen Putsch von 1948 war er von 1950 bis 1964 im Gefängnis.
Nach seiner Entlassung begann er, in der Tschechoslowakei die Untergrundkirche aufzubauen. Er gründete die größte und bekannteste Gruppe im Untergrund, die „Koinótés“ (altgriechisch für „Gemeinschaft“) genannt wurde. Bis 1967 sandte er Priesterkandidaten nach Deutschland und Polen, wo sie von Kardinal Joachim Meisner, dem damaligen Bischof von Berlin, und von Erzbischof Karol Wojtyla von Krakau, dem späteren Papst Johannes Paul II., heimlich zu Priestern geweiht wurden.
Am 29. Oktober 1967 wurde er von Bischof Jan Blaha im Geheimen zum Bischof geweiht. Da der Verlauf der apostolischen Sukzession bei Bischofsweihen im Untergrund nicht offen gelegt wurde, bezeichnete der Vatikan auch diese Weihe als zweifelhaft gültig (dubiae validum). Nachdem bekannt wurde, dass Bischof Jan Blaha ihn geweiht hatte, wurden diese Zweifel zu seinen Gunsten vollständig ausgeräumt. Mangels offizieller Anerkennung durch den Vatikan ist sie aber immer noch umstritten.
Als Überlebensstrategie für die römisch-katholische Kirche in der Tschechoslowakei, die insbesondere nach Niederschlagung des Prager Frühlings Schlimmstes befürchtete, weihte er Frauen und Männer im Geheimen zu Priestern – auch wenn sie verheiratet waren – und zu Bischöfen. Er berief sich dabei auf die sog. «mexikanischen Fakultäten», die Papst Pius XII. als Ausnahmeregelungen den tschechischen Bischöfen 1948 im Fall der Verhinderung der Kommunikation mit dem Vatikan gegeben hatte.
1964 wurde Ludmila Javorová, deren Familie er kannte, als Sekretärin und Assistentin seine wichtigste Mitarbeiterin. Sie übernahm zunehmend wichtige Aufgaben für die Organisation der Untergrundkirche in der Tschechoslowakei. Bei der 1970 von Davídek einberufenen pastoralen Synode der „Koinótés“ wurde die Frauenordination zur Abstimmung gestellt und von der Hälfte der Mitglieder abgelehnt. Trotz der damit eingetretenen Spaltung der Gruppe weihte er Ludmila Javorová einige Tage später zur Priesterin. Danach wurde sie bis 1988 seine Generalvikarin.
Da eine Kommunikation mit der römischen Kirchenleitung aufgrund der politischen Situation nur mit großen Einschränkungen möglich war, sind manche seiner Handlungen bis heute umstritten oder wurden vom Vatikan nicht anerkannt. Sein Charisma und seine außerordentliche Begabung wurden von vielen in der römisch-katholischen Kirche hoch geachtet.

## Frauenweihen
Die ersten Ordinationen von Frauen zum Diakonat und zum Priesteramt fanden 1970 durch Davídek und weitere Bischöfe der tschechischen Untergrundkirche statt.

Diese kirchenrechtswidrigen Ordinationen erfolgten in dem Wissen, dass die Zulassung von Frauen zu Weiheämtern von der Katholischen Kirche nicht akzeptiert wird. Nach Davideks Selbstverständnis „muss jemand sein, der das weiter gibt, was erst im Großteil der Menschheit allmählich reifen wird“. Auf der pastoralen Synode 1970 bekannte er: 
Die Menschheit heute benötigt die Weihe der Frau und sie wartet förmlich darauf. Die Kirche sollte sie nicht hindern. (...) Die Gesellschaft braucht den Dienst der Frau. (...) Sie braucht diesen Dienst der Frau als besonderes Werkzeug für die Heiligung der zweiten Hälfte der Menschheit. (...) Gott in statu nascendi (im Zustand des Entstehens): Im Mann kann er Priester werden und in der Frau nicht? Wenn nicht, dann warum! In jedem von uns ist die Göttlichkeit im Zustand der Genese. 
Aber sein Hauptgrund für die Frauenweihen war pastoral. Insbesondere politisch-religiös verfolgten Frauen drohten unter der kommunistischen Herrschaft in der Tschechoslowakei im Gefängnis Folter und sexueller Missbrauch. Eine priesterliche Seelsorge war mit männlichen Priestern nicht möglich, da nur Frauen in die Frauen-Gefängnisse gelassen wurden.
Die Ordinationen von etwa 5 Frauen blieben bis 1995 geheim, nur diejenige von Ludmila Javorová am 29. Dezember 1970 wurde namentlich bekannt.

## Bischofsweihen
In der Sorge um die Zukunft der Kirche in der Tschechoslowakei weihte Davídek Priester beider Riten zu Bischöfen. Da er keinen Weiheauftrag des Heiligen Stuhls einholen konnte, berief er sich auf den Auftrag Pius’ XII., der 1949 die Bischöfe der kommunistischen Länder aufgefordert hatte, für den Fall ihrer Verhaftung vorsorglich mögliche Bischofsnachfolger zu weihen. Die Niederschlagung des Prager Frühling und die folgenden Repressionen taten ihr Übriges.
- Ján Eugen Kočiš (3. Dezember 1967) nachgeweiht am 15. Mai 2004 durch Bischof Djura Džudžar
- Ivan Ljavinec (23./24. März 1968) nachgeweiht am 30. März 1996 durch Erzbischof Miroslav Stefan Marusyn
- Jirí Jan Pojer (22. August 1968)
- Stanislav Krátký (27. August 1968)
- Josef Dvorák (August 1968)
- Dobroslav M. Kabelka, OPraem (August 1968)
- Martin Hrbca (28. November 1970)
- Josef Blahnik (1970)
- Jindrich Pešek (15. August 1971)
- Oskar Formánek, SJ (August 1972)
- Marián Potáš, OSBM (August 1972)
- Jirí Krpálek (2. März 1973)
- Siard Ivan Klement, OPraem (15. März 1973)
- Václav Razik (Dezember 1978)
- Dušan Spiridon Špiner (6. Oktober 1979)
- Josef Hinterhölzl (4. Dezember 1984)
- Karel Chytil (18. Dezember 1987)

Von den 17 geweihten Bischöfen wurden 2 von Rom anerkannt und nachgeweiht.

## Weitere Entwicklung

### Vatikanische Reaktion
Entgegen den Hoffnungen der Untergrundkirche stellte sich nach dem Fall des Eisernen Vorhangs 1989 heraus, dass der Vatikan die geheimen Weihen aller Frauen und vieler der – teilweise verheirateten – Männer für zweifelhaft gültig (dubiae validum) hielt. Angesichts fehlender Dokumente über die Ordinationen dauerte es Jahre, bis der Vatikan Entscheidungen über ihre Gültigkeit fällte.
Soweit die Ordinationen von Männern nicht anerkannt wurden, wurden die Geweihten zur Erneuerung ihrer Ordination aufgefordert (ordinatio sub conditione). Andernfalls hätten sie unter Androhung der Exkommunikation ihrer priesterlichen Tätigkeit nicht weiter nachgehen dürfen. Zahlreiche verheiratete Priester wurden von der griechisch-katholischen Kirche übernommen, die kein Pflichtzölibat kennt.
Die Weihen der Frauen wurden vom Vatikan ignoriert, da nach kanonischem Recht keine Frau gültig geweiht werden kann. Unter Androhung der Exkommunikation wurden sie gehalten, nicht mehr priesterlich zu wirken.

### Rezeption seines Wirkens
Da die römisch-katholische Kirche die Priesterweihe von Frauen gemäß Canon 1024 CIC/1983 für ungültig hält, haben gerade die Frauenweihen, als sie nach dem Zusammenbruch des kommunistischen Regimes bekannt wurden, starkes Interesse für Davídek geweckt. Insbesondere die kirchenrechtliche Rechtmäßigkeit und Gültigkeit der Ordination von Javorová wird bis heute kontrovers beurteilt, von Seiten der Kirche wird sie jedoch klar als unerlaubt und ungültig benannt.
Erzbischof John Bukovsky, der 1977 im Auftrag des Vatikans die tschechische Untergrundkirche aufsuchte, und Davidek selbst betrachteten die Frauenordinationen als gültig, aber unerlaubt („valide, sed illicite“); der Vatikan sei darüber vollständig informiert gewesen. Auch die Vertreterinnen der Organisation Roman Catholic Women Priests, einer 2002 initiierten Bewegung, die für die Frauenweihe in der römisch-katholischen Kirche eintritt, sehen die Weihe als gültig an.

### Späte Würdigung
Am 2. April 2011 – 21 Jahre nach dem Fall des Eisernern Vorhangs – wurde der von Bischof Davidek gegründeten Gruppe Koinótés der tschechischen Untergrundkirche in der Wiener UNO-City der Herbert-Haag-Preis verliehen. Damit wurden die – auch vom Vatikan – wenig gewürdigten Mitglieder der tschechischen Untergrundkirche, die sich durch „mutiges Handeln in der Christenheit exponiert haben“, erstmals öffentlich anerkannt. In der Preiswürdigung lobte Professor Hans Jorissen, dass die säkularisierten Länder Europas „die Erfahrungen der tschechischen Untergrundkirche nutzen könnten, die ein Modell für die Reevangelisierung war und heute sein könnte“.